# The Heart of a Woman
The Heart of a Woman (1981) es la cuarta de una serie de siete autobiografías de Maya Angelou. The Heart of a Woman cuenta los eventos en la vida de Angelou de 1957 a 1962. El libro sigue las travesías de Angelou por California, Nueva York, Cairo y Ghana mientras cría a su hijo adolescente, se convierte en autora publicada, se involucra románticamente con un sudafricano que lucha por la libertad y se une al movimiento por los derechos civiles en Estados Unidos. Uno de los temas más importantes en The Heart of a Woman es la maternidad, ya que Angelou continua criando a su hijo adolescente. El libro termina con la partida del hijo de Angelou a la Universidad.
Como en las autobiografías anteriores de Angelou, el libro ha sido descrito como un autobiografía de ficción, aunque muchos críticos al igual que Angelou la categorizan como autobiografía. A pesar de que la mayoría de los críticos les gusta más la primera autobiografía I Know Why the Caged Bird Sings, The Heart of a Woman ha recibido críticas positivas. El libro fue seleccionado para ser parte del Club de Libros de Oprah en 1997.
La crítica de Mary Jane Lupton dice que el libro “tiene una estructura de su narrativa inigualable en las autobiografías Americanas” y que es la autobiografía de Angelou “con mayor introspección”. El título proviene de un poema por el poeta del Renacimiento de Harlem Georgia Douglas Johnson, el cual conecta a Angelou con otras escritoras afroamericanas. El crítico Lyman B. Hagen declara que “Fiel a los temas recurrentes de supervivencia, sentido de sí mismo y la educación, The Heart of a Woman transfiere a sus personajes a un punto de valor de sí mismos”. El libro sigue a Angelou por diferentes lugares en Estados Unidos y África, pero el viaje más importante que describe es “la búsqueda de sí misma".

## Antecedentes
The Heart of a Woman, publicado en 1981, es la cuarta autobiografía de una serie de 7 autobiografías de Maya Angelou. El éxito de sus obras anteriores y la publicación de sus tres volúmenes de poesía le dieron mucha fama a Angelou para 1981. Su tercer volumen de poesías, And Still I Rise, fue publicado en 1978 y refuerza el éxito de Angelou como escritora. Su primer volumen de poesía, Just Give Me a Cool Drink of Water 'fore I Diiie (1971), fue nominado para el Premio Pulitzer.
La escritora Julian Mayfield comenta que las obras de Angelou marcan un precedente no solo para las escritoras afroamericanas sino para el género de la autobiografía en sí. A través de su autobiografía, Angelou ha sido reconocida como una respetada vocera de los afroamericanos y de las mujeres. Esto la hizo, según Joanne Braxton “sin duda una de las autobiógrafas afroamericanas más reconocidas".
Angelou fue una de las primeras escritoras afroamericanas en públicamente discutir su vida personal y una de las primeras en ponerse como protagonista de sus libros. El escritor Hilton Als la llama pionera de la exposición personal, dispuesta a enfocarse honestamente en los aspectos más negativos de su personalidad y decisiones. Mientras Angelou escribía su segunda autobiografía, Gather Together in My Name, ella se preocupó sobre la reacción que sus lectores tendrían al revelar que había sido prostituta, sin embargo su esposo Paul Du Feu la animó a ser honesta y a decir "la verdad como autora".
En 1957, el año en que The Heart of a Woman se publica, Angelou había participado en el teatro, lo que inspiró su primera película , Calypso Heat Wave, en la cual Angelou cantaba sus propias composiciones, algo que no menciona en el libro. En 1957, otro evento que no se menciona en el libro es el lanzamiento de su primer álbum Miss Calypso, el cual volvió a salir en CD en 1995. Según Als, Angelou cantó y presentó música calypso debido a que era popular en esa época y no con el fin de desarrollarse como artista. Como se describe en The Heart of a Woman, Angelou finalmente dejó el escenario para perseguir su carrera como escritora y poeta. Según Chuck Foster, quien escribió la música de Miss Calypso en 1995, su carrera en la música calypso es “tratado con indiferencia” e ignorado en el libro.

### Título
Angelou toma el título de su cuarta autobiografía del poema por el poeta del Renacimiento de Harlem Georgia Douglas Johnson. El crítico Lyman B. Hagen comenta que a pesar de que el título es “menos impactante que sus títulos anteriores”, es apropiado ya que el poema de Johnson menciona un pájaro enjaulado y hace una conexión a la primera autobiografía (en la cual el título proviene de un poema del poeta Paul Lawrence Dunbar). El título sugiere la soledad de Angelou y expone el dilema espiritual que también se presenta en su primer volumen.  El uso de metáforas de Johnson es diferente al de Dunbar debido a que el suyo es una pájara con aislamiento sexual y no racial. La pájara enjaulada también podría referirse al matrimonio sin éxito de Angelou, aunque la escritora Mary Jane Lupton dice que “la Maya Angelou en of The Heart of a Woman es muy fuerte y muy determinada para ser mantenida en una jaula".
The Heart of a Woman es la primera vez que Angelou se identifica con otra escritora afroamericana. Sus primeras influencias literarias fueron hombres, incluyendo a James Weldon Johnson, Paul Lawrence Dunbar y Shakespeare. Angelou ha comentado que siempre ha admirado a escritoras como Anne Spencer, Jessie Fauset, Nella Larsen y Zora Neale Hurston. Su decisión al elegir este título para su libro es un reconocimiento de su legada como escritora afroamericana.

## Resumen

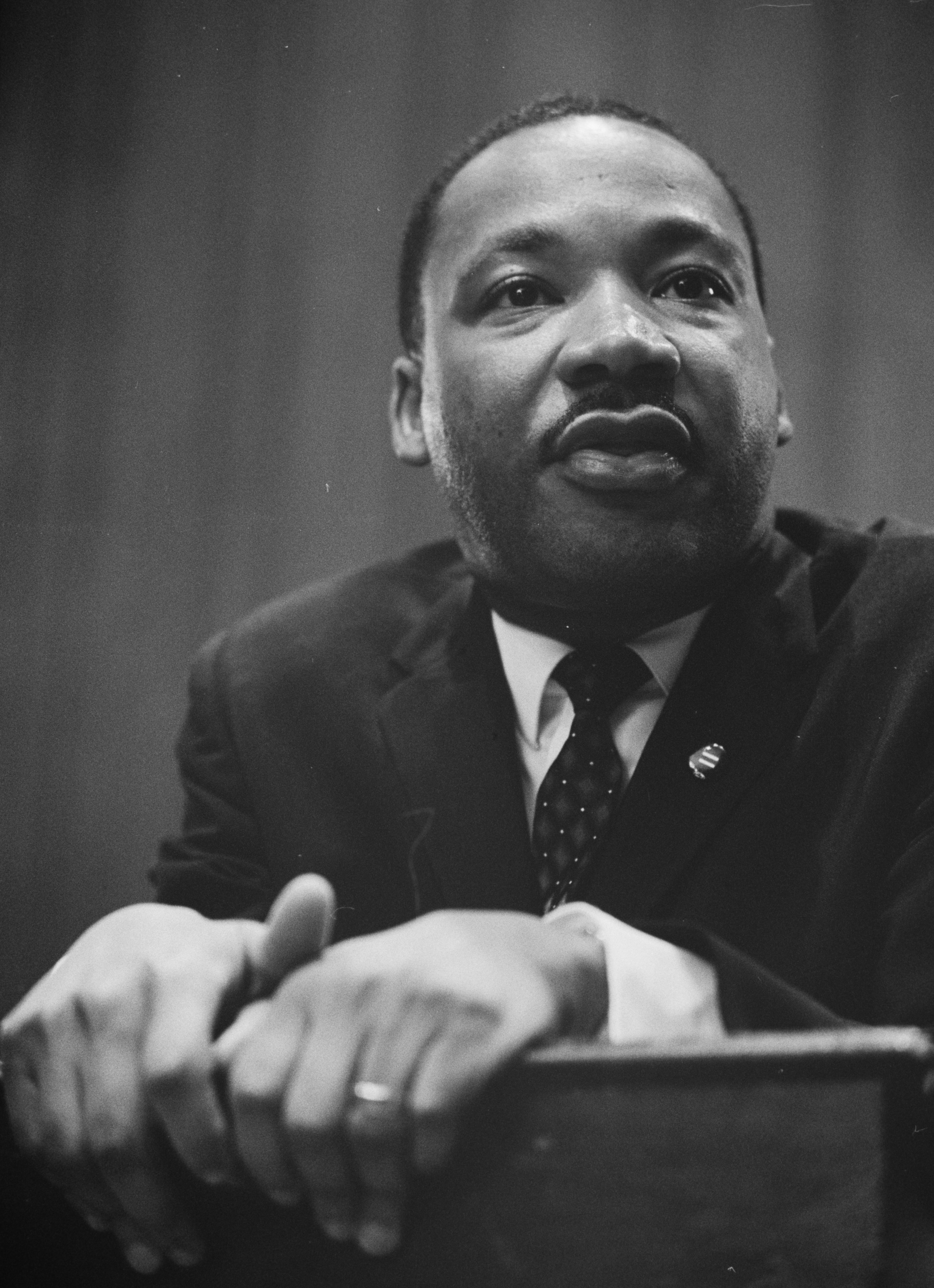
Angelou describe su trabajo para Martin Luther King en The Heart of a Woman.

Los sucesos descritos en The Heart of a Woman tienen lugar entre el año 1957 y 1962, comenzando poco después del final de su autobiografía anterior Singin' and Swingin' and Gettin' Merry Like Christmas. Angelou y su hijo adolescente Guy se han mudado a una casa flotante en Sausalito. Después de un año, se mudan a una casa rentada en San Francisco. La cantante Billie Holiday visita a Angelou y a su hijo y canta su famosa canción sobre el linchamiento de afroamericanos "Strange Fruit". Holiday le dice a Angelou “Vas a ser famosa, pero no por ser cantante." En 1959, Angelou y Guy se mudan a Nueva York. La transición le resulta difícil a Guy y Angelou es forzada a protegerlo del líder de una pandilla. Angelou decide dedicarse a su actuación a escribir, a organizaciones políticas y a su hijo. Su amigo novelista John Killens, la invita a unirse al club Harlem Writers Guild en donde conoce otros artistas y escritores afroamericanos, incluyendo su futuro mentor James Baldwin.
Angelou se involucra activamente en la política y participa en protestas y rallies con otros afroamericanos. Incluso ayuda organizar una protesta afuera de la Organización de las Naciones Unidas después de la muerte del primer ministro de Zaire Patrice Lumumba. Angelou conoce a Malcolm X y le impresiona su físico atractivo y su magnetismo. Después de escuchar a Martin Luther King, Jr. hablar, ella y su amigo activista Godfrey Cambridge, son inspirados para organizar un evento para recaudar fondos para la Conferenica Sur de Liderazgo Cristiano (SCLC) de King. King nombra a Angelou coordinadora de la oficina de SCLC en Nueva York.
En 1961, Angelou conoce al sudafricano que lucha por la paz Vusumzi Make. Angelou y Make nunca se casan; sin embargo, ella y Guy se mudan con él a Londres y a El Cairo, donde actúa como su esposa política mientras él estaba en exilio. Su relación está llena de conflictos culturales; él espera que ella sea como las dedicadas esposas africanas y ella espera poder trabajar libremente. Angelou se entera de que Make es muy amigable con otra mujer y es irresponsable con el dinero por lo que acepta un trabajo como asistente de editor en el Arab Observer. Su relación es examinada por su comunidad de amigos y Angelou y Make se separan finalmente. Angelou acepta un trabajo en Liberia. Ella y Guy viajan a Acra donde ha sido aceptada en una Universidad. Guy es lesionado seriamente en un accidente de automóvil por lo que ella empieza a trabajar en la Universidad de Ghana mientras Guy se recupera. The Heart of a Woman termina con Guy yéndose a la Universidad y Angelou diciendo “Al fin podré comerme yo sola todo el muslo del pollo rostizado”.

## Género
Todas las autobiografías de Angelou siguen la tradición de las autobiografías afroamericanas. Empezando con I Know Why the Caged Bird Sings, Angelou intenta deliberadamente cambiar la estructura de la autobiografía al criticar, cambiar y expandir el género. En 1989 Angelou comentó en una entrevista que ella era la única autora "seria" en utilizar el género como medio de expresión y no solo relata su propia historia sino la historia de un colectivo. El académico Sewlyn R. Cudjoe escribe que Angelou es la representante de la autobiografía afroamericana y es quién habla por la gran mayoría de la comunidad afroamericana. El uso de Angelou de las técnicas de ficción como el diálogo, la personificación y el desarrollo temático, ha llevado a varios críticos a categorizar sus libros como autobiografías ficticias.
Todas las autobiografías de Angelou respetan la estructura general: Están escritas por un solo autor, son cronológicas y contienen elementos de técnica y tema. En 1983, en una entrevista con la crítica Claudia Tate, Angelou categoriza sus libros como autobiografías y admite que sigue la tradición de la narrativa esclavista al  "hablar en primera persona singular sobre la primera persona plural, cada vez que se lee "yo" significa "nosotros"". Lupton compara The Heart of a Woman con sus otras autobiografías, y comenta que por primera vez Angelou se presenta como un modelo de vida exitosa. Sin embargo, lo que hace diferente esta autobiografía es su perspectiva sobre la autoestima y los conflictos de Angelou con sus amantes y su hijo. Los sentimientos de Angelou, como descritos en The Heart of a Woman, los cuales Lupton describe como “los más introspectivos”, son los que dictan la forma del libro.
Angelou reconoce que hay aspectos ficticios en todos sus libros, lo cual diferencia sus obras de las tradicionales autobiografías.  Su enfoque era paralelo a la costumbre de muchas autobiografías afroamericanas escritas durante el periodo de abolición en los Estados Unidos, cuando la verdad era usualmente censurada por la protección de uno mismo. El autor Lyman B. Hagen ha colocado a Angelou en la larga tradición de autobiografías afroamericanas, pero insiste que ella ha creado una interpretación única de las autobiografías.  En una entrevista en 1998 con el reportero George Plimpton, Angelou habla de su proceso para escribir, de "la verdad en la ficción" y de las memorias. Cuando Plimpton le preguntó si distorsionaba la verdad para mejorar sus historias, ella lo admitió. Aunque Angelou nunca ha admitido haber cambiado los hechos de sus historias, ha usado estos hechos para impactar a sus lectores. Como afirma Hagen "Uno puede asumir que la esencia de la información está presente en las obras de Angelou". Hagen también afirma que Angelou "utiliza la ficción para mejorar el interés." Robert Loomis, el editor de Angelou, está de acuerdo y afirma que ella podría reescribir cualquiera de sus libros cambiando el orden de los hechos para cambiar el impacto que tienen los libros en los lectores.
The Heart of a Woman es muy similar a las autobiografías anteriores de Angelou en cuanto a que ésta es narrada desde el punto de vista íntimo de una madre. Sin embargo, en este libro, Angelou es capaz de referenciar acontecimientos de sus obras anteriores. Lupton comenta que “Angelou tiene una estructura narrativa insuperable en las autobiografías americanas”. En este libro, Angelou es capaz de seguir desarrollando los temas antes explorados. Por ejemplo, Angelou amenaza al líder de una pandilla quién ha estado amenazando a su hijo; un poderoso incidente considerando la violación de Angelou en I Know Why the Caged Bird Sings. Lupton llama este violento comportamiento un “esfuerzo inconsciente de reescribir su propia historia”.

## Estilo

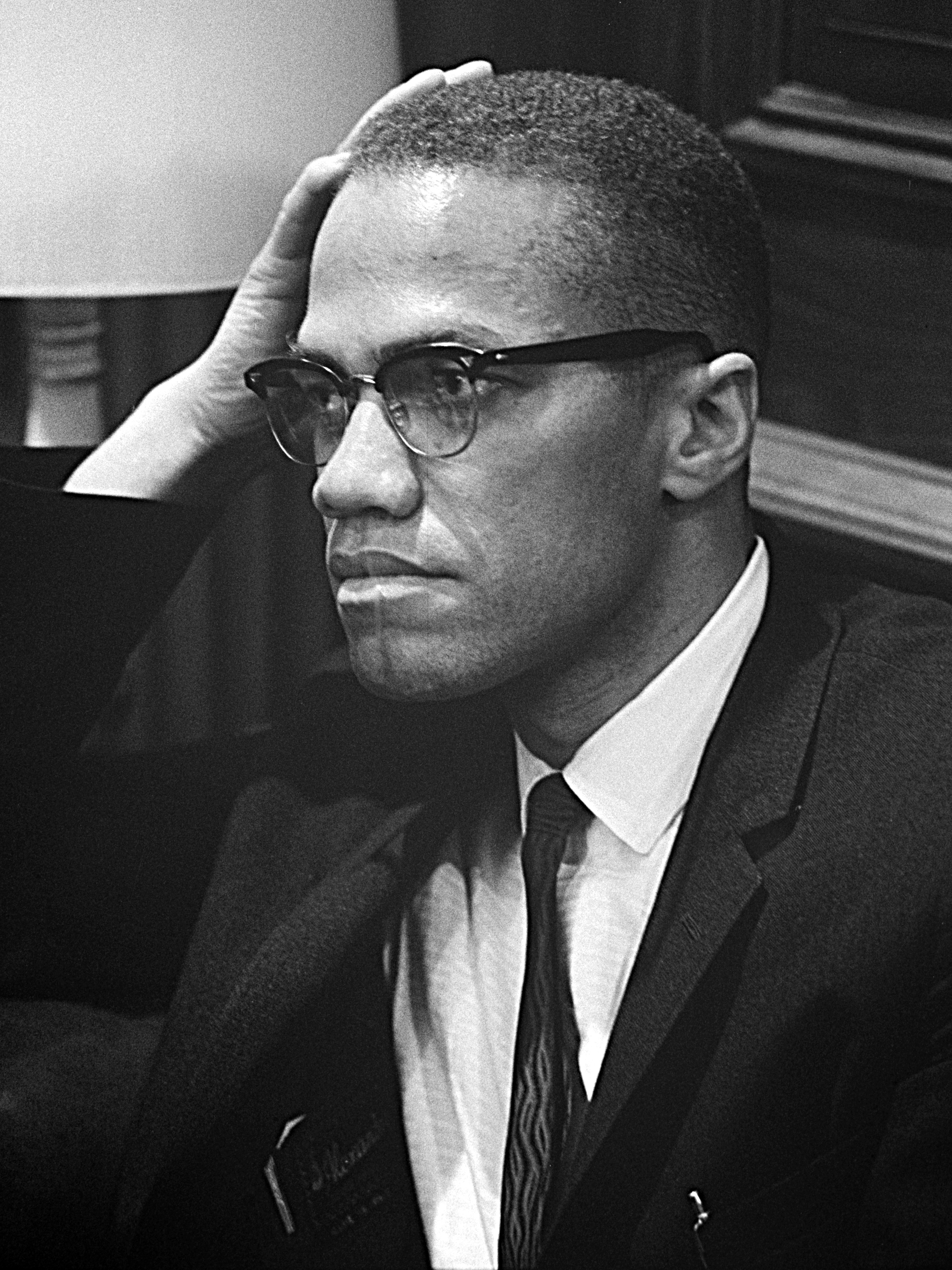
Angelou da sus impresiones de Malcolm X (March 1964) in The Heart of a Woman.

En The Heart of a Woman, Angelou empieza a crear su propia narrativa, la cual depende menos de las convenciones de ficción (como lo hacían sus obras anteriores). Por ejemplo, en The Heart of a Woman vamos a encontrar menos diálogo y mucho menos episodios dramáticos. Esta autobiografía es más inspiradora que las anteriores debido a la resolución del conflicto que tenía Angelou entre sus deberes como madre y su éxito como artista.
Angelou perfecciona el uso de las anécdotas en The Heart of a Woman para presentar a sus conocidos y sus asociados cercanos. Dos de sus anécdotas más desarrolladas en el libro son acerca de Billie Holiday y de Malcolm X.   Las anécdotas de las personas a las que conocía bien, como Vusumki Make, también presentan sus interacciones y relaciones. Hagen escribe que aunque “ser honesto era casi un requisito para el éxito comercial de un libro” a principios de los 80s,  Angelou valora la monogamia, la fidelidad y el compromiso en sus relaciones.
Por única vez en la serie, Angelou describe a detalle el accidente de su hijo tanto al final de este libro como al principio de su siguiente llamado All God's Children Need Traveling Shoes. Esta técnica que centraliza ambos libros, los conecta y crea un lazo emocional entre ellos. En este libro, Angelou termina con una prometedora visión del futuro mientras su hijo obtiene su independencia y ella se emociona por la suya. Hagen escribe “Fiel a los temas regulares de supervivencia, búsqueda de sí misma, y la continua educación, The Heart of a Woman mueve su figura central al punto de un ser completo."

## Temas

### Raza
La raza, como en todas las autobiografías de Angelou,  es un tema central en The Heart of a Woman. El libro comienza con Angelou y Guy viviendo en comunidad con blancos, tratando de participar en un nuevo ambiente abierto entre afroamericanos y blancos. Angelou no está del todo cómoda con la situación. Ella nunca llama a sus compañeros de cuarto por su nombre a pesar de que este ha sido un tema importante en sus obras. En general, Angelou es capaz de llevarse bien con los blancos. Sin embargo, ocasionalmente se encuentra con prejuicios, como cuando requiere la ayuda de amigos caucásicos para rentar una casa en un vecindario segregado. Hagen describe las descripciones que hace Angelou de los blancos y su esperanza por una igualdad como “optimista”. Angelou continúa sus protestas contra las injusticias raciales.
Angelou se involucra más en la política y desarrolla un nuevo sentido de identidad afroamericana. Incluso su decisión de dejar el escenario es política. Angelou se ve a sí misma como una historiadora social y cultural de su época. Ella se empieza a interesar más en los casos de los militares afroamericanos en los Estados Unidos y África, al punto de tener una relación con un militar. En este libro, Angelou se compromete con el activismo. Durante este periodo, se convierte en una protestante política activa aunque ella no se considere una.  Ella se enfoca en sí misma y usa su forma autobiográfica para demostrar cómo el movimiento por los derechos civiles la influenciaron. Según Hagen, las contribuciones de Angelou a los derechos civiles como recaudadora de fondos y organizadora de la SCLC fueron exitosas y “eminentemente efectivas”.

### Viaje

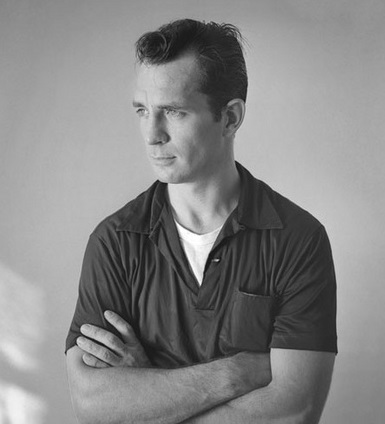
Jack Kerouac, 1956. Las partes viajeras de The Heart of a Woman toman On the Road, de Kerouac (en la imagen), como referencia.

Los viajes son un tema común en las autobiografías americanas en general. McPherson escribe que es un tipo de mito nacional para los Americanos como gente. Éste también es el caso de las autobiografías afroamericanas las cuales tienen sus raíces en la narrativa esclavista. The Heart of a Woman tiene tres escenarios principales – La bahía de San Francisco, Nueva York y Egipto – y dos escenarios secundarios — Londres y Acra.
Como en todas las obras de Angelou, la estructura de The Heart of a Woman está basada en un viaje. Angelou le pone énfasis al tema del movimiento al comenzar su libro con un espiritual, el cual McPherson llama “el tema musical de los Estados Unidos en 1957”. Este espiritual, el cual contiene referencias del Arca de Noé, presenta a Angelou como un tipo de Noé y demuestra su espiritualidad. En este libro, Angelou menciona la novela escrita en 1951 por Alan Ginsberg y Jack Kerouac On the Road, y así conecta su propio viaje e incertidumbre sobre el futuro con los viajes de figuras literarias. A pesar de que Angelou viaja a África por su relación con Make, ella logra conectarse con el continente. Lupton comenta que “África es el lugar de su crecimiento”. El tiempo de Angelou en África la hace más consiente de sus raíces africanas mientras busca a sus ancestros. Aunque Angelou viaja a varios lugares en el libro, el viaje más importante que describe es “la viaje dentro de sí misma”.

### Escritura

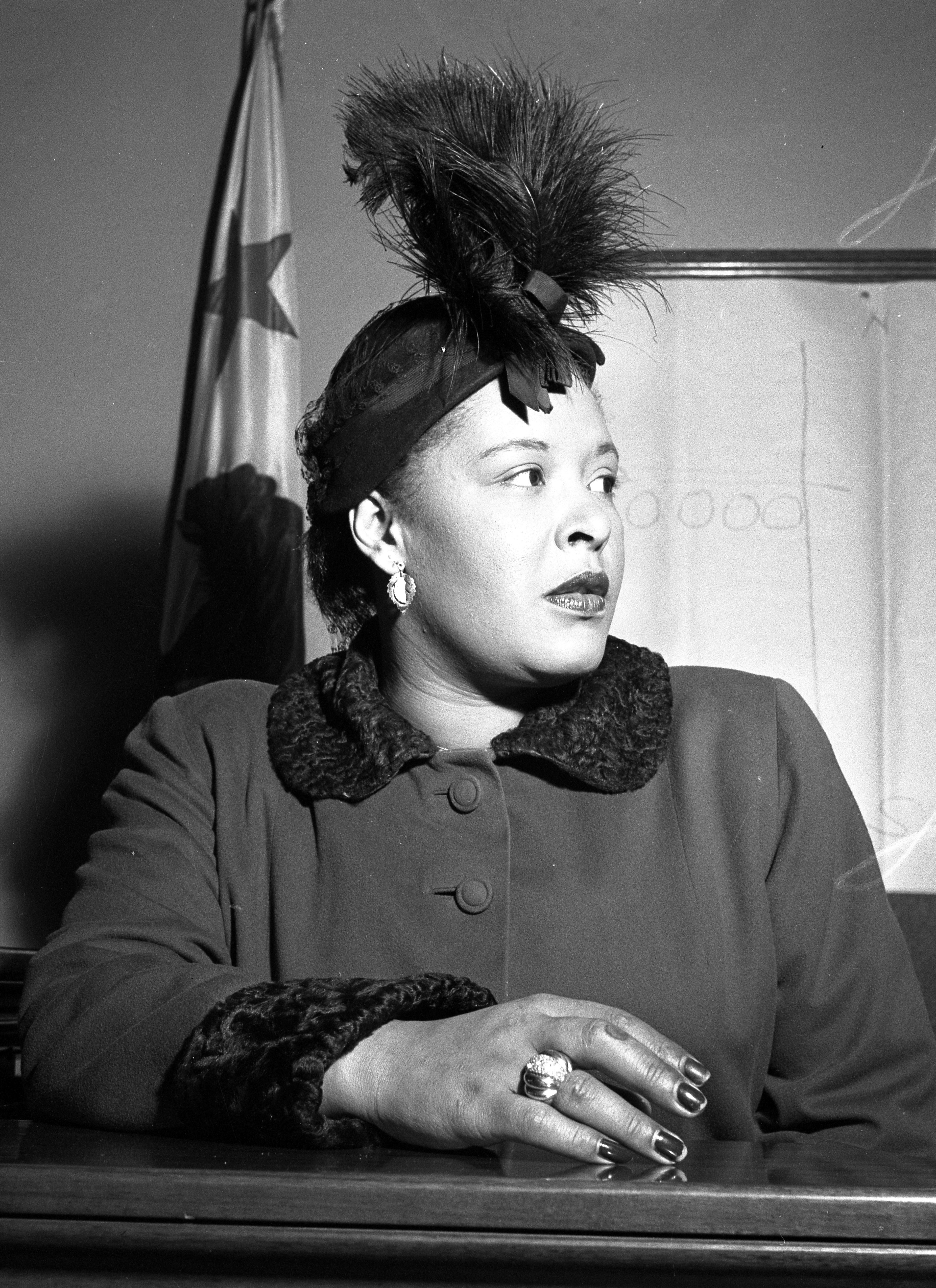
Billie Holiday, 1949. En The Heart of a Woman Holiday le dice a Angelou: "Vas a ser famosa. Pero no por cantar."

El rol principal de Angelou en Singin' and Swingin' and Gettin' Merry Like Christmas era el de una artista en el escenario. Sin embargo, en The Heart of a Woman pasa de ser una persona que usa los métodos de expresión de otras personas – las canciones y danzas africanas y la tradición oral afroamericana- a ser una escritora. Angelou toma esta decisión por razones políticas ya que en este libro se involucra más en el movimiento por los derechos civiles. Por primera vez en las autobiografías de Angelou, se considera sí misma una escritora y cuenta su desarrollo literario. Angelou empieza a identificarse con otras escritoras afroamericanas por primera vez en The Heart of a Woman. Ella había sido influenciada por varios autores desde su infancia, sin embargo esta es la primera vez que menciona escritoras mujeres. Hasta este punto, su identificación había sido con escritores hombres. Su nueva afiliación con escritoras se debe al surgimiento del feminismo.
El concepto de Angelou de sí misma como artista cambia después de su encuentro con BIllie Holiday. Hasta este momento, la carrera de Angelou era más por la fama que por el arte. Als comenta que “desarrollar su arte no era su propósito". Als también menciona que la ocupada carrera de Angelou, en vez de revelar su ambición, muestra “a una mujer quién es moderadamente talentosa y es incapaz de entender quien es”. A pesar de los errores de su infancia, Angelou necesita la aprobación y aceptación de lo demás. Holiday le dice, “Vas a ser famosa. Pero no será por cantar”. "
Angelou comienza a escribir bosquejos, canciones e historias cortas, y muestra su trabajo a su amigo John Killens quién la invita a la ciudad de Nueva York para desarrollar sus habilidades de escritura. Angelou se una al Harlem Writers Guild y recibe retroalimentación de otros autores afroamericanos como Killens, Rosa Guy y el escritor caribeño Paule Marshall quién finalmente contribuye mucho a la literatura afroamericana. Angelou se dedica a mejorar su escritura y a forzarse a entender los aspectos técnicos de escribir. Lupton escribe “En este libro, los lectores pueden visualizar la distinguida artista en la que se convierte la Maya Angelou de 1990".

### Maternidad
La maternidad es un tema recurrente en las autobiografías de Angelou y se vuelve muy complejo en The Heart of a Woman. A pesar de que Guy está en la adolescencia, él y su madre mantienen una relación cercana. Sus años de experiencia como madre, su éxito como escritora, actriz y activista le permiten a Angelou comportarse con mayor competitividad y madurez, profesionalmente y como madre. La seguridad en sí misma se vuelve parte importante de su personalidad. Su conflicto pasado entre su profesión y su vida personal se resuelven y cumple la promesa que le hace a Guy al final del último libro en la que promete no separarse de él otra vez. Lupton escribe que Angelou resuelve este conflicto al subordinar sus necesidades a las de su hijo.
Lupton también escribe que la maternidad es importante en los libros de Angelou como un “motivo de madre responsable". El compromiso de Angelou por cuidar a su hijo es revelado en su confrontación por el líder de una pandilla quién amenaza a Guy. En este episodio, el cual Lupton considera el más dramático del libro, Angelou se ha convertido en una poderosa madre. En este libro, la duda en sí misa ya no es un problema para Angelou sino que ahora es una madre fuerte. Angelou se empieza a convertir en lo que Joanne M. Braxton llama “una madre indignada”. Esto representa la fortaleza y dedicación de la madre afroamericana que podemos encontrar en la narrativa esclavista. Lupton también escribe que Angelou se ha convertido en una reencarnación de su abuela; una figura central en Caged Bird.
Al final de The Heart of a Woman, Angelou se encuentra sola. Por ejemplo, después de que Guy se recupera del accidente de coche, él se va a la universidad. Las últimas dos palabras del libro son “yo misma”. Palabras que significan la nueva libertad e independencia de Angelou. Ella se convierte verdaderamente en sí misma y ya no es definida por ser la esposa o madre de alguien más. El académico Wallis Tinnie llama a este momento “un aparente momento de trascendencia” y “una escena de esperanza y fin”. Por primera vez en muchos años, Angelou es capaz de comerse la pechuga de pollo sola, algo que es valorado en todas sus autobiografías. Lupton nombra este pensamiento “formado perfectamente". Tinnie comenta que la doliente soledad de The Heart of a Woman atiende al poema que inspira el título del libro.

## Recepción crítica y ventas
The Heart of a Woman recibió muchas críticas positivas debido a sus cualidades profesionales. Janet B. Blundell escribe que el libro era "vivaz, revelador y valía la pena leerlo" pero también lo encontró "muy anecdótico". Hagen responde a esta crítica diciendo que todos los libros de Angelou consisten en episodios conectados por el tema y el personaje. Sheree Crute, aprecia la naturaleza episódica de Angelou y alaba su "habilidad para contar historias". Cudjoe lo llama "el segmento más político de la declaración de Angelou en todas sus autobiografías".
En 1993, Angelou recita su poema "On the Pulse of Morning" en la inauguración del presidente Bill Clinton. A la semana siguiente, las ventas de sus obras, incluyendo The Heart of a Woman, aumentaroon 300%. La casa que publicaba los libros de Angelou, Random House, reportó que vendieron más de sus libros en enero de 1993 que en todo el año de 1992. En 1997, Oprah Winfrey nombró The Heart of a Woman como una selección en sus círculo de libros, convirtiéndolo en uno de los libros más veniddos e aumentando su impresión a más de un millón de copias.

## Obras citadas
- Angelou, Maya (1981). The Heart of a Woman. New York: Random House. ISBN 978-0-8129-8032-5
- Cudjoe, Selwyn R. (1984). "Maya Angelou and the Autobiographical Statement" in Mari Evans (ed.), Black Women Writers (1950–1980): A Critical Evaluation. New York: Doubleday. ISBN 978-0-385-17124-3
- Hagen, Lyman B. (1997). Heart of a Woman, Mind of a Writer, and Soul of a Poet: A Critical Analysis of the Writings of Maya Angelou. Lanham, Maryland: University Press. ISBN 978-0-7618-0621-9
- Lupton, Mary Jane (1998). Maya Angelou: A Critical Companion. Westport, Connecticut: Greenwood Press. ISBN 978-0-313-30325-8
- Lupton, Mary Jane (1999). "Singing the Black Mother: Maya Angelou and Autobiographical Continuity" in Joanne M. Braxton (ed.), Maya Angelou's I Know Why the Caged Bird Sings: A Casebook. New York: Oxford University Press. ISBN 978-0-19-511606-9
- McPherson, Dolly A. (1990). Order Out of Chaos: The Autobiographical Works of Maya Angelou. New York: Peter Lang Publishing. ISBN 978-0-8204-1139-2

- Datos: Q7739201